# Les Remords
Les Remords – ou Oreste poursuivi par les Furies – est un tableau réalisé par le peintre français William Bouguereau en 1862. Cette huile sur toile de format horizontal est une peinture mythologique qui représente Oreste nu se bouchant les oreilles alors qu'il est assailli par trois Furies qui désignent derrière lui le corps de Clytemnestre, sa mère, qu'il vient de poignarder. Exposée au Salon de peinture et de sculpture en 1863 à Paris, l'œuvre est conservée depuis 1971 au Chrysler Museum of Art, à Norfolk, en Virginie, aux États-Unis.